# Kansas City (Missouri)
Kansas City ist mit 508.090 Einwohnern (Volkszählung 2020 des U.S. Census Bureau) die größte Stadt im US-Bundesstaat Missouri. Sie liegt an der Mündung des namensgebenden Kansas River in den Missouri River, direkt an der Grenze zum Nachbarstaat Kansas. Ihr Stadtgebiet erstreckt sich über die vier Countys Cass, Clay, Jackson und Platte.
Zu Beginn der Besiedelung des Mündungsgebietes des Kansas River in der ersten Hälfte des 19. Jahrhunderts war Missouri bereits ein eigener Bundesstaat, dessen Grenze an jener Flusseinmündung verlief, während Kansas noch den Status eines Territoriums innehatte und erst 1861 zum Bundesstaat wurde, als Kansas City bereits auf dem Gebiet Missouris gegründet wurde. Die Stadt wird häufig mit KCMO abgekürzt. Die beiden letzten Buchstaben MO sind der Postcode für Missouri und werden an die führenden Buchstaben KC des Städtenamens angehängt. Das vermeidet Verwechslungen mit dem deutlich kleineren Kansas City in Kansas, das unmittelbar hinter der Grenze liegt und erst nach der Gründung des Bundesstaates Kansas gegründet wurde. Zusammen mit ihrer Schwesterstadt und den umliegenden Gemeinden lag die Bevölkerungszahl der gesamten Metropolregion Kansas City im Jahr 2009 bei etwa 2,1 Mio. Einwohnern; die Region ist damit nach Greater St. Louis das zweitgrößte Ballungszentrum in Missouri und am Missouri River.
Heute ist Kansas City eine der bedeutendsten Städte im Zentrum der USA und bekannt für ihre Jazz-Musikszene, das Kansas-Style Barbecue und für das NFL Football Team Kansas City Chiefs, die in den Saisons 1969, 2019, 2022 und 2023 den Super Bowl gewannen.

## Geschichte
Die erste Besiedlung durch Europäer datiert auf das Jahr 1831, als Mitglieder der kurz zuvor gegründeten Kirche Jesu Christi der Heiligen der Letzten Tage (Mormonen) aus Kirtland (Ohio) und dem nördlichen New York über 20 Hektar Land, gelegen um den Lake Troost und den Lake Paseo, kauften, um dort ihr Zion zu erbauen. Aufgrund von Streitigkeiten mit anderen Siedlern wurden die Mormonen schließlich 1833 gewaltsam aus dem Jackson County vertrieben. Heute leben jedoch wieder relativ viele von ihnen in dieser Gegend.

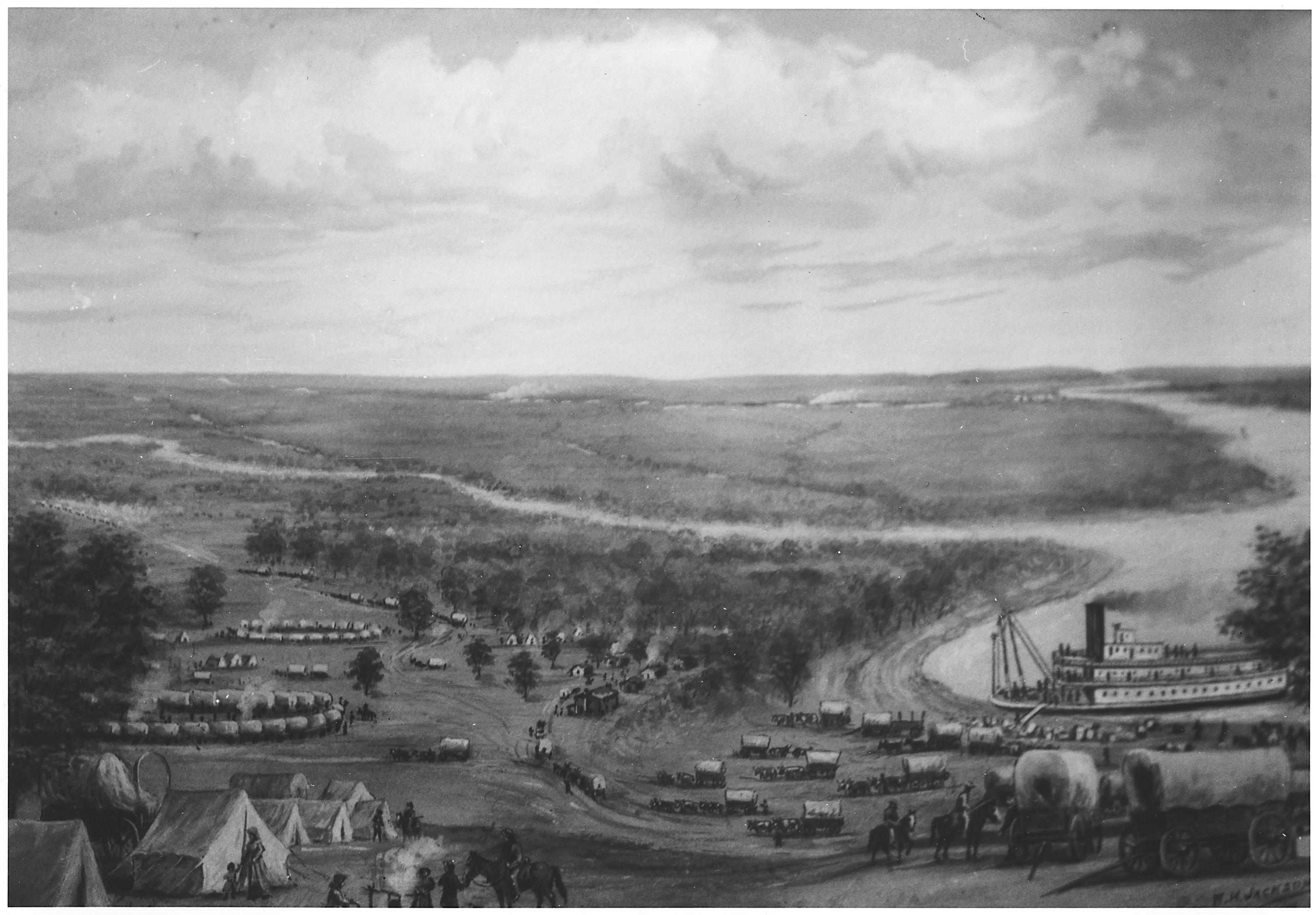
Westport Landing an der Mündung des Kansas River in den Missouri River

Der wirtschaftliche Ursprung der Stadt waren die Westport-Hafenanlagen (Westport Landing) am Missouri River, die ab 1831 als Versorgungs- und Transportbasis für die Region angelegt wurden. Die sogenannte „Town Company“ kaufte 1838 das Land um die Hafenanlagen und benannte es Town of Kansas (der Name rührte vom Kansas River her, der wiederum vom Indianerstamm der Kansa, auch „Kaw“ oder „Kanza“ genannt, stammt). Am 28. März 1853 wurde die City of Kansas in den Staat Missouri eingegliedert. Bei den ersten Wahlen 1853 wurden 77 Wahlberechtigte bei einer Bevölkerung von 2.500 Einwohnern gezählt. 1865 wurde die Stadt aus dem Süden von der späteren Missouri Pacific Railroad erreicht und 1869 aus dem Norden – über die erste Brücke über den Missouri – durch die Hannibal and St. Joseph Railroad. 1889 erhielt die Stadt, die mittlerweile rund 60.000 Einwohner hatte, den Namen Kansas City. Westport selbst wurde erst 1897 zu Kansas City eingemeindet.
Während des Amerikanischen Bürgerkriegs war die Gegend stark umkämpft. An das Telegraphennetz wurde die Stadt 1858, an die Eisenbahn 1864 angeschlossen. 1893 erhielt Kansas City als eine der ersten Städte der USA eine Stadtplanung, die neben Straßen auch Grünflächen umfasste. Das sogenannte Kansas City Park and Boulevard System berücksichtigte neben funktionalen Aspekten auch ästhetische Aspekte der Landschaftsarchitektur und hatte eine Vorbildrolle für andere Stadtplanungen in den USA.
Der Flugplatz eröffnete 1927.
In den frühen 1920er-Jahren bis 1940 spielte die Stadt in der Ära von Tom Pendergast eine herausragende Rolle in der Geschichte des Jazz, weil es dort für Musiker bezahlte Arbeit, trotz Great Depression, Prohibition und New-Deal-Politik, gab. Dort entstand mit dem Kansas-City-Jazz ein eigener Jazz-Stil.
Der spätere Präsident der USA, Harry S. Truman, war Judge of the County Court  (entspricht in etwa einem Richter an einem deutschen Amtsgericht) im Jackson County und stieg durch das von Tom Pendergast errichtete Korruptions- und Günstlingssystem auf.
1981 kamen bei der Einsturzkatastrophe in einem Hotel in Kansas City 114 Menschen ums Leben.

## Bevölkerung

### Demografie
Die Bevölkerung bestand laut dem Zensus von 2010 zu 54,9 Prozent aus Weißen und zu 29,9 Prozent aus Afroamerikanern; 2,5 Prozent waren asiatischer Herkunft. 10,0 Prozent der Bevölkerung waren Hispanics. Der Median des Einkommens je Haushalt lag 2015 bei 45.821  US-Dollar. 19,0 Prozent der Bevölkerung lebten unterhalb der Armutsgrenze.
Einwohnerentwicklung
| Jahr | Einwohner¹ |
| ---- | ---------- |
| 1900 | 163.752    |
| 1910 | 248.381    |
| 1920 | 324.410    |
| 1930 | 399.746    |
| 1940 | 400.178    |
| 1950 | 456.622    |
| 1960 | 475.539    |
| 1970 | 507.087    |
| 1980 | 448.028    |
| 1990 | 435.146    |
| 2000 | 441.861    |
| 2010 | 459.871    |
| 2020 | 508.090    |

¹ 1900–2020: Volkszählungsergebnisse des US Census Bureau

### Religionen
Die Stadt ist Sitz des römisch-katholischen Bistums Kansas City-Saint Joseph.

## Politik

### Städtepartnerschaften
Partnerstädte von Kansas City sind:
- Tainan, Republik China (Taiwan)
- Sevilla, Spanien
- Xi’an, China
- Freetown, Sierra Leone
- Ramla, Israel
- Port Harcourt, Nigeria
- San Nicolás de los Garza, Mexiko

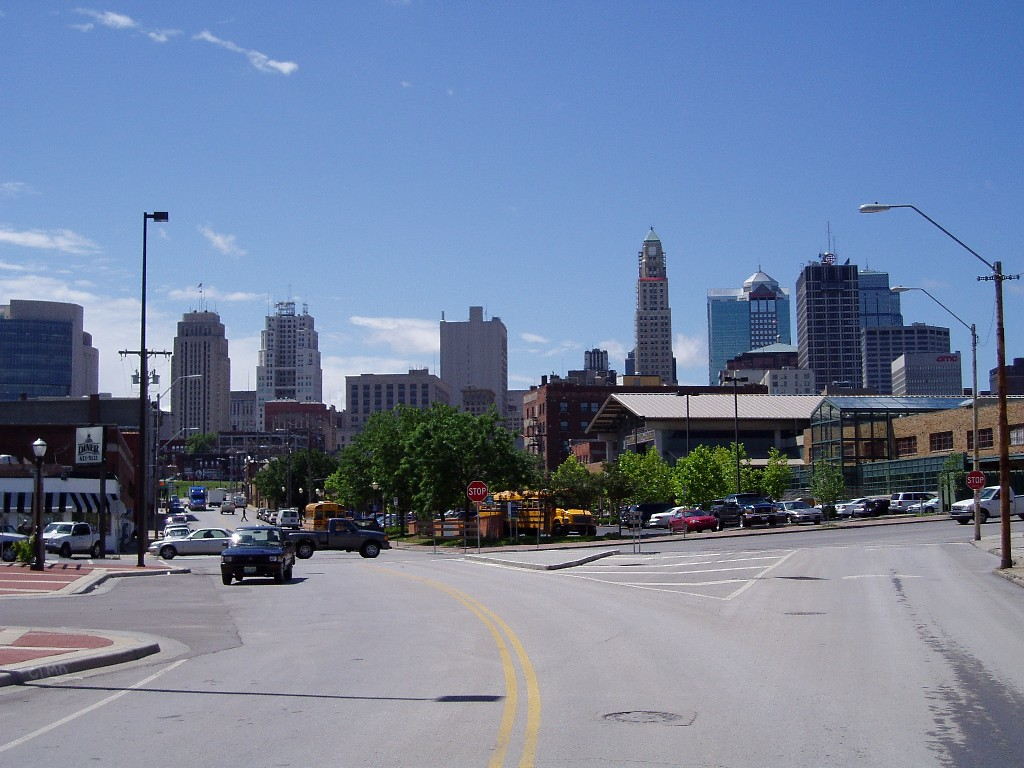
Skyline von Kansas City im Juli 2004

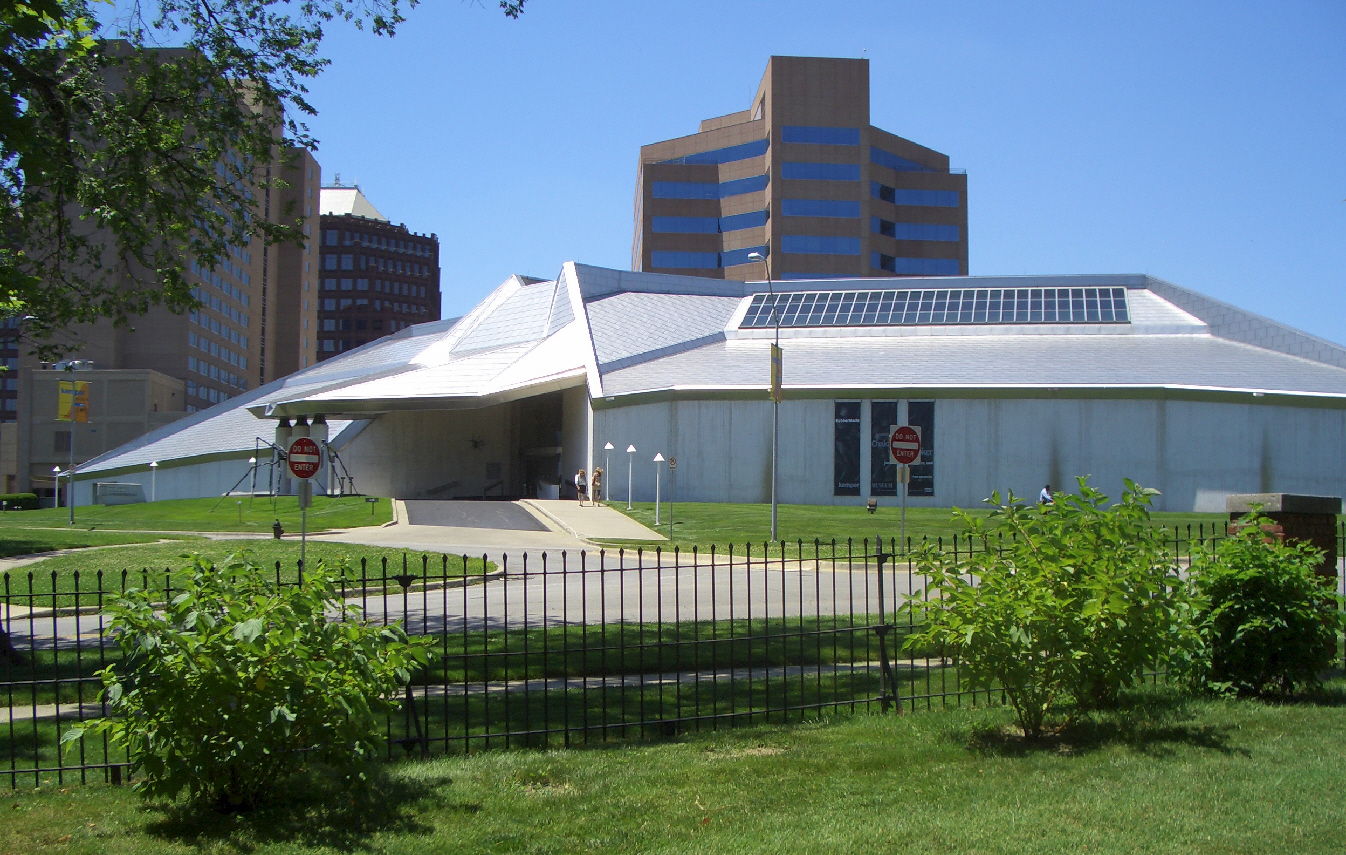
Kemper Museum of Contemporary Art

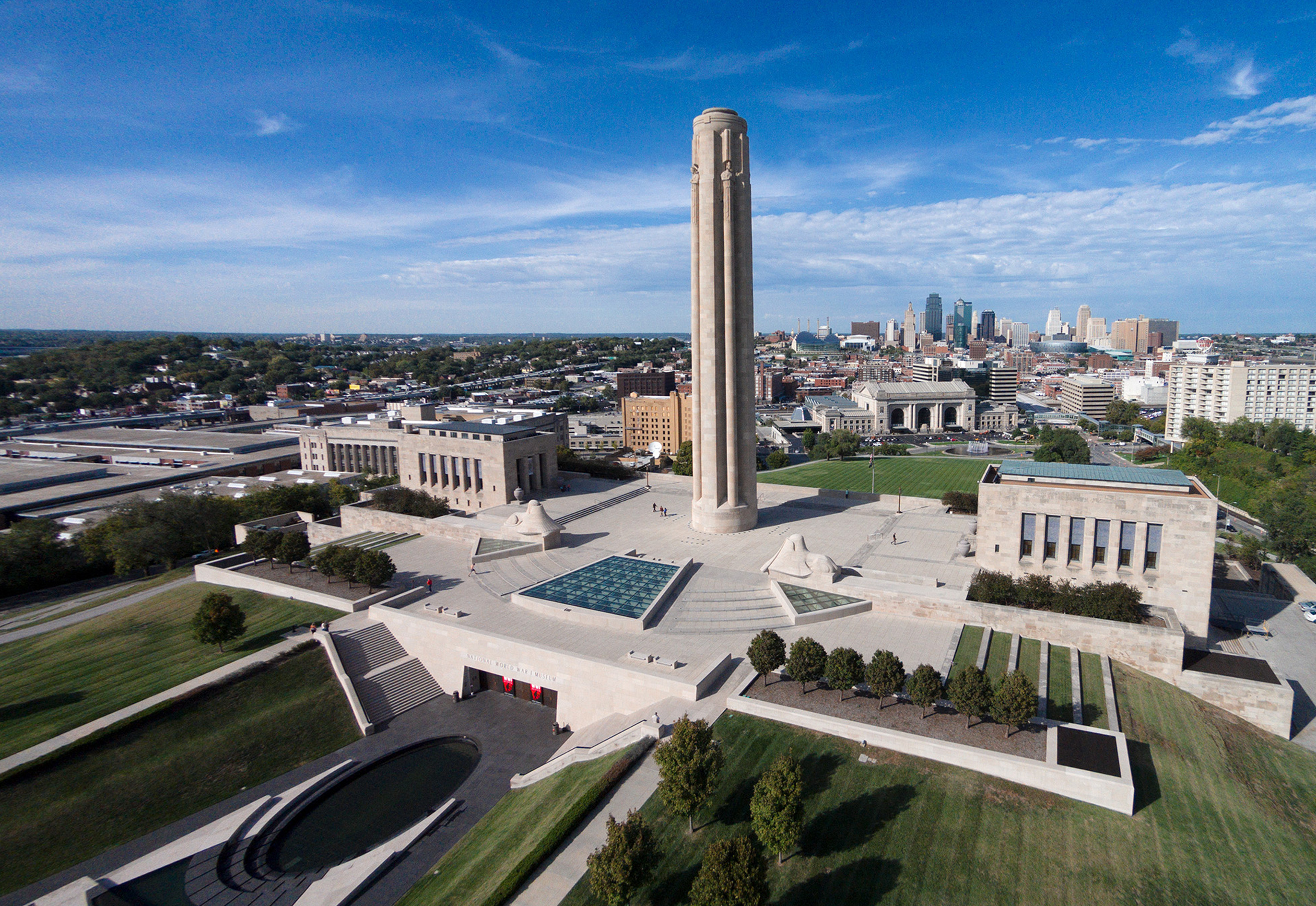
Das Liberty Memorial erinnert an die Veteranen des Ersten Weltkriegs und umfasst außer der Gedenkstätte ein Museum. Es ist ein National Memorial und hat seit September 2006 den Status eines National Historic Landmarks.

- Kurashiki, Japan
- Metz, Frankreich
- Guadalajara, Mexiko
- Arusha, Tansania
- Morelia, Mexiko
- Linz, Österreich

## Kultur und Sehenswürdigkeiten
Das 2011 eröffnete Kauffman Center for the Performing Arts ist das städtische Zentrum für Oper, Theater und Ballet und beherbergt das Kansas-City-Symphony-Orchester, die Lyric Opera of Kansas City und das Kansas City Ballet. Eine weitere bedeutende kulturelle Einrichtung ist die 1885 gegründete, private Kunsthochschule Kansas City Art Institute.

### Archive und Museen
- Die Stadt ist Sitz der National Archives and Records Administration oder kurz NARA. Diese ist besonders für den Schutz und Erhalt historischer Dokumente verantwortlich.
- Das National World War I Museum and Memorial wurde 1926 gegründet. Der Entwurf des weitläufigen Museumsgeländes stammt von dem US-amerikanischen Landschaftsplaner George Kessler.
- Das Kemper Museum of Contemporary Art wurde 1994 gegründet. Es verfügt über eine Sammlung US-amerikanischer Kunst mit knapp 1500 Werken, die nach 1913 entstanden sind. Architekt des Museums ist Gunnar Birkerts.
- Das American Jazz Museum widmet sich der Geschichte des Kansas-City-Jazz. Im selben Gebäude ist das Negroe Leagues Baseball Museum untergebracht.[8]
- Im Nelson-Atkins Museum of Art ist eine bedeutende Sammlung von Kunst von der Antike bis zur Moderne zu sehen.

### Sport
Das Footballteam Kansas City Chiefs aus der National Football League (NFL) ist in Kansas City angesiedelt und trägt seine Heimspiele im 76.416 Zuschauer fassenden Arrowhead Stadium aus. Die Chiefs sind viermaliger Gewinner des Super Bowls (Super Bowl IV in der Saison 1969, Super Bowl LIV in der Saison 2019, Super Bowl LVII in der Saison 2022 und Super Bowl LVIII in der Saison 2023).
Die Kansas City Royals, ein Baseballteam der Major League Baseball (MLB), sind seit 1969 aktiv und sind im 37.903 Plätze umfassenden Kauffman Stadium ansässig. Sie gewannen 1985 und 2015 die World Series. Zuvor war Kansas City von 1955 bis 1967 durch die Kansas City Athletics in der MLB vertreten. Das zuvor von 1901 bis 1954 in Philadelphia ansässige Team zog 1968 ins kalifornische Oakland und trägt heute den Namen Oakland Athletics.
Von 1974 bis 1976 spielten die Kansas City Scouts in der National Hockey League (NHL), die nach einem Intermezzo in Denver seit 1982 an der Ostküste als New Jersey Devils spielen. Mit den Kansas City Kings (von 1972 bis 1975 Kansas City-Omaha Kings, da zunächst auch ein Teil der Heimspiele in Omaha ausgetragen wurde), den heutigen Sacramento Kings, war von 1972 bis 1985 auch ein Team der National Basketball Association (NBA) in der Stadt vertreten.
Sporting Kansas City aus der Major League Soccer hat seinen Sitz in Kansas City, Missouri, trägt seine Heimspiele jedoch in Kansas City, Kansas aus.
Kansas City ist einer der Austragungsorte der Fußball-Weltmeisterschaft 2026, die in den USA, Kanada und Mexiko stattfinden wird. In Kansas City ist das Arrowhead Stadium vorgesehen.

### National Park Service
Der National Park Service führt insgesamt 332 Bauwerke und Stätten in der Stadt im National Register of Historic Places (NRHP) (Stand 19. April 2021), wobei das Liberty Memorial und das Mutual Musicians’ Foundation Building den Status von National Historic Landmarks haben.

## Wirtschaft und Infrastruktur
Die Metropolregion von Kansas City erbrachte 2016 eine Wirtschaftsleistung von 129,2 Milliarden US-Dollar und belegte damit Platz 31 unter den Großräumen der USA. Der Fleischwaren-Konzern National Beef gehört zu den größten Unternehmen mit Sitz in Kansas City.

### Verkehr

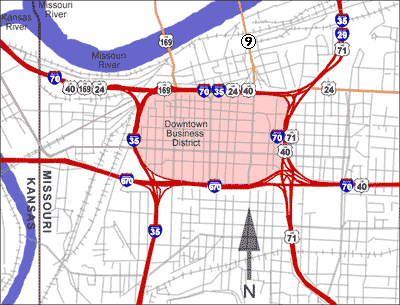
Der Innenstadtbereich ist umgeben vom Downtown Freeway Loop

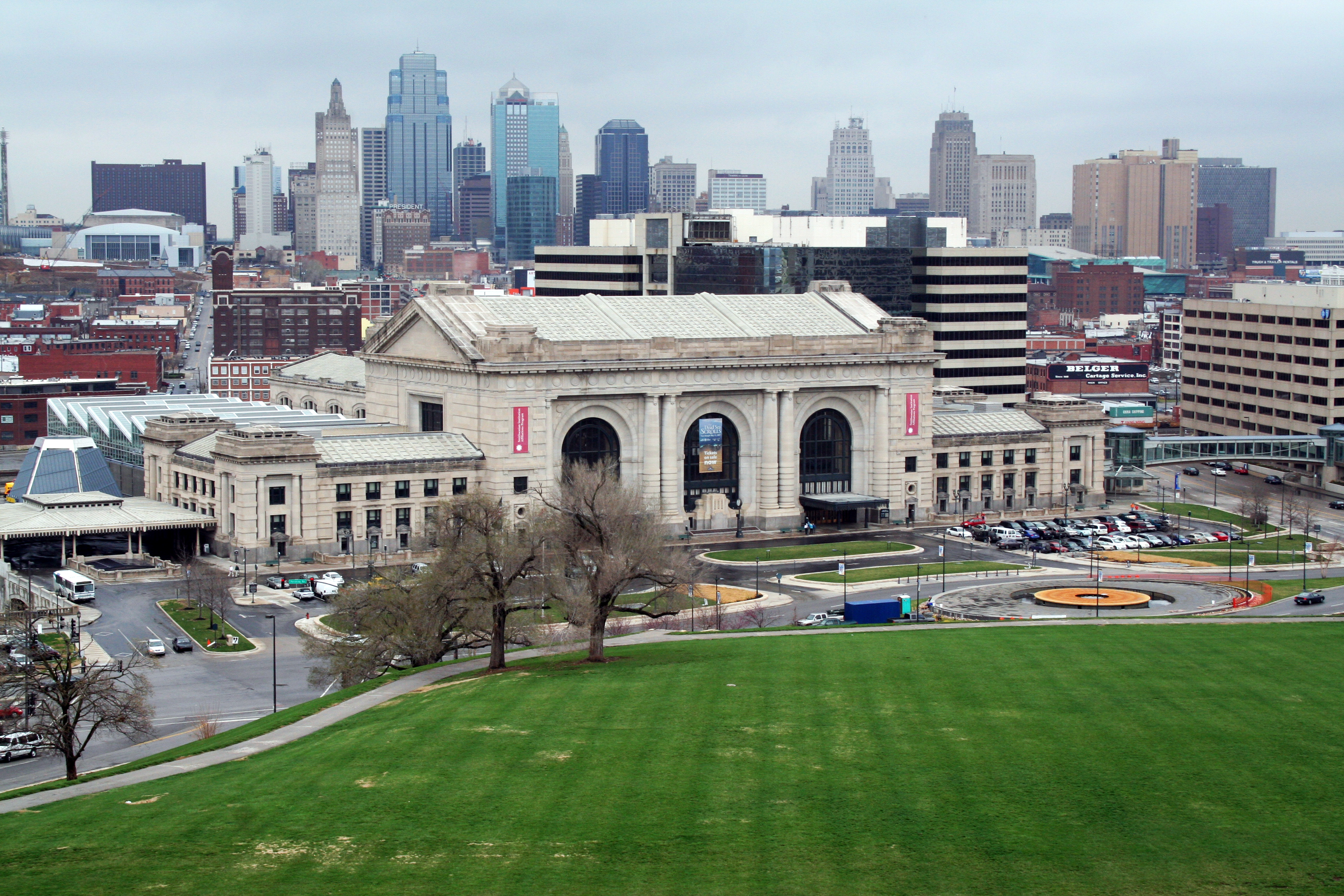
Die Union Station von Kansas City

Der Innenstadtbereich hat die Form eines Rechteckes, das an allen vier Seiten von Autobahnen begrenzt wird (Downtown Freeway Loop). Mehrere Brücken queren den im Norden der Stadt von West nach Ost verlaufenden Missouri, wobei die mit täglich über 100.000 Fahrzeugen am höchsten frequentierte Straßenbrücke die Christopher S. Bond Bridge nach North Kansas City ist. Die äußere Ringautobahn um die Metropolregion bildet die Interstate 435.
Nahverkehr
Die Straßenbahn von Kansas City wurde 1957 eingestellt. Seit dem 6. Mai 2016 ist eine neue, 3,5 km lange Straßenbahnlinie in Betrieb. Die Linie verbindet den City Market nördlich der Innenstadt mit dem südlich des Stadtzentrums gelegenen Bahnhof Union Station. Der Verkehr wird mit vier 3-gliedrigen Straßenbahnzügen, Type Urbos, des Herstellers CAF durchgeführt.
Die Straßenbahn Kansas City kann seit ihrer Eröffnung 2016 kostenfrei benutzt werden. 2020 wurde die Kostenfreiheit auf den gesamten Nahverkehr ausgeweitet. Die Kostenfreiheit gilt mindestens bis Oktober 2025.
Schienenpersonenfernverkehr
Amtrak betreibt gegenwärtig (Oktober 2023) zwei Kansas City bedienende Linien: den Southwest Chief zwischen Chicago und Los Angeles sowie den Missouri River Runner von Kansas City nach St. Louis.
Luftverkehr
Im Stadtgebiet gibt es den Charles B. Wheeler Downtown Airport und 25 Kilometer nordwestlich des Stadtzentrums liegt der Kansas City International Airport.

### Bildung
Eine Auswahl der Hochschulen:
- DeVry University
- Graceland University
- Park University
- Rockhurst University
- University of Missouri–Kansas City
- William Jewell College

## Klimatabelle
|                       | Jan  | Feb  | Mär  | Apr  | Mai   | Jun   | Jul   | Aug   | Sep   | Okt  | Nov  | Dez  |   |       |
| Mittl. Tagesmax. (°C) | 1,5  | 4,8  | 11,6 | 18,4 | 23,5  | 28,5  | 31,5  | 30,2  | 25,6  | 19,7 | 11,4 | 3,8  | ⌀ | 17,6  |
| Mittl. Tagesmin. (°C) | −8,5 | −5,7 | 0,3  | 6,6  | 12,2  | 17,3  | 20,1  | 18,7  | 13,8  | 7,6  | 0,9  | −5,6 | ⌀ | 6,5   |
|                       |      |      |      |      |       |       |       |       |       |      |      |      |   |       |
| Niederschlag (mm)     | 27,7 | 27,9 | 63,8 | 79,2 | 128,0 | 119,9 | 111,3 | 101,9 | 123,4 | 83,6 | 48,8 | 40,1 | Σ | 955,6 |
|                       |      |      |      |      |       |       |       |       |       |      |      |      |   |       |
| Regentage (d)         | 4,7  | 5,3  | 7,8  | 8,0  | 9,6   | 8,4   | 5,7   | 7,5   | 6,7   | 6,9  | 5,8  | 5,0  | Σ | 81,4  |

| −8,5 |

| −5,7 |

| 0,3 |

| 6,6 |

| 12,2 |

| 17,3 |

| 20,1 |

| 18,7 |

| 13,8 |

| 7,6 |

| 0,9 |

| −5,6 |

| −8,5 |

| −5,7 |

| 0,3 |

| 6,6 |

| 12,2 |

| 17,3 |

| 20,1 |

| 18,7 |

| 13,8 |

| 7,6 |

| 0,9 |

| −5,6 |